# ويلهلم التمان
ويلهلم التمان (بالألمانية: Wilhelm Altmann)‏ هو عالم موسيقى وأمين مكتبة ألماني، ولد في 4 أبريل 1862 في Odolanów ‏ في بولندا، وتوفي في 25 مارس 1951 في هيلدسهايم في ألمانيا.